# Хроніка Німецько-радянської війни/Липень 1941 року

## 1 липня1941 року. 10-й день війни
Оборона Заполяр'я. 1 липня по радянських військах завдали удару німецькі та фінські війська з району Куолоярві в напрямку Кандалакші з завданням знищити і оволодіти Кандалакшою.
Оборона Ханко. Ударна група «Ханко» намагалася штурмом оволодіти радянською військово-морською базою на півострові Ханко. Гарнізон бази відбив всі атаки противника.
Прибалтійська операція (1941). Німецька 18-та армія зайняла Ригу й захопила тут переправи через Західну Двіну. Відступаюча 8-ма армія Північно-Західного фронту на підручних засобах переправлялася на західний берег річки між Ригою та Крустпілсом (див. карту — Бойові дії на північно-західному, західному та південно-західному напрямках. 22 червня — 9 липня 1941 [Архівовано 30 вересня 2018 у Wayback Machine.]).
Білостоцько-Мінська битва. 1 липня 3-тя танкова група Гота увірвалися в Старо-Борисов. 2-га танкова група Гудеріана увірвалася в Бобруйськ, захопила міст через Березину в Свіслочі й зайняла плацдарм (див. карту — Бойові дії на західному фронті. 22 червня — 11 липня 1941).
1 липня ставки ГК включила до складу Західного фронту 19, 20, 21 та 22-гу армії, що входили до цього в групу армій резерву Головного Командування.
Оборонна операція в Західній Україні. 1 липня 27-й стрілецький, 22-й та 9-й механізовані корпуси 5-ї армії Потапова Південно-Західного фронту завдали удару на південь по флангу 1-ї танкової групи Клейста, прорвалися з лісів близько Клеваня та досягли лінії Мошков-Бобрін. 6-та армія почала відходити до лінії старих укріплених районів (див. карту — Бойові дії на північно-західному, західному і південно-західному напрямках. 22 червня — 9 липня 1941 [Архівовано 30 вересня 2018 у Wayback Machine.]).
Прикордонні битви в Молдові. 1 липня німецько-румунські війська завдали удару в загальному напрямі на Могилів-Подільський — Жмеринка по військах 18-ї армії Південного фронту. Почалася оборонна операція в Молдові, що проходила з 1 по 26 липня 1941.

## 2 липня1941 року. 11-й день війни
Прибалтійська операція (1941). 4-та танкова група Гепнера завдала удар у стику між 8-ї та 27-ї арміями Північно-Західного фронту. 27-ма армія стала відходити на північний схід в напрямку на Опочку, відкривши дорогу на Острів та Псков. На кінець дня німецькі частини вийшли в район 20—25 кілометрів на південь від Резекне.
Білостоцько-Мінська битва. 2-га танкова група та 3-тя танкова група продовжили наступ. Війська Західного фронту вели бої за переправи через р. Березину від Борисова до Бобруйська. 1-ша Московська механізована дивізія Я. Г. Крейзера завдала контрудару вздовж автостради на Борисов, потіснила з'єднання 2-ї танкової групи на захід, але вибити їх з плацдарму на Березині не змогла.
Оборонна операція в Західній Україні. 1-ша танкова група форсувала в районі Острог річку Горинь і продовжила наступ.
Німецький 14-й мотокорпус опанував Тернополем, розсік фронт 6-ї армії Південно-Західного фронту й став погрожувати тилу 26-ї та 12-ї армій.
Прикордонні битви в Молдові. Вранці 2 липня німецько-румунські війська завдали головного удару в напрямку Ясси — Бельці та прорвали оборону 9-ї армії Південного фронту на річці Прут на глибину 8—10 кілометрів. На наступний день прорив був заглиблений до 30 кілометрів.
2 липня. В Москві почалося формування народного ополчення.

## 3 липня1941 року. 12-й день війни
3 липня. О 6:30 відбувся виступ Й. В. Сталіна по радіо.
Прибалтійська операція (1941). 4-та танкова група зайняла Гулбене, відрізавши шляхи відходу 8-й армії за річку Велика. 8-ма армія Північно-Західного фронту змушена була відходити на північ, а 27-ма армія — на північний схід і схід. Північно-Західний фронт був розрізаний на дві половини. Напрямок на Острів виявилося неприкритим.
Білостоцько-Мінська битва. 3-тя танкова група в середині дня вийшла до Західної Двіни на північний захід від Полоцька. 2-га танкова група форсувала Березину. 3 липня з 2-ї та 3-ї танкових груп була створена 4-та танкова армія Клюге. Піхотні з'єднання розформованої 4-ї армії увійшли до складу знову організованої 2-й армії Вейхс.
Оборонна операція в Західній Україні. 1-ша танкова група вийшла в район Крупець, за 20 км на схід від Острога.
Прикордонні битви в Молдові. 3 липня німецько-румунські війська захопили плацдарми на лівому березі Прута на схід від Штефанешті та Ясс і розгорнули наступ у північно-східному напрямку в розриві між радянськими 5-ї та 6-ї арміями Південного фронту.
Гальдер: «В цілому тепер уже можна сказати, що завдання розгрому головних сил російської сухопутної армії перед Західною Двіною та Дніпром виконано … Тому не буде перебільшенням сказати, що кампанія проти Росії виграна протягом 14 днів. Звичайно, вона ще не закінчена. Величезна протяжність території та запеклий опір противника, який використовує всі засоби, будуть сковувати наші сили ще протягом багатьох тижнів…»
Із 22 по 30 червня втрати німецької армії становлять в цілому 41087 чоловік (1,64 %). Убито: 524 офіцери та 8362 унтер-офіцери і рядового. Поранено: 966 офіцерів та 28528 унтер-офіцерів і рядових. Середньодобові втрати — 4565 чоловік.

## 4 липня1941 року. 13-й день війни
Прибалтійська операція (1941). 4-та танкова група посіла Резекне, досягла південної околиці Острови, з ходу форсувала річку Велика й захопила Острів.
4 липня в командування Північно-Західним фронтом вступив генерал-майор П. П. Собенніков.
Білостоцько-Мінська битва. 3-тя танкова група своїм північним флангом вийшла до Західної Двіни в районі Дрісси. 5-й і 7-й механізовані корпуси 20-ї армії Західного фронту С. К. Тимошенка здійснили контрудар у фланг 3-ї танкової групи і зірвали всі спроби противника форсувати Дніпро.
2-га танкова група правим флангом форсувала Дніпро біля Рогачова та захопила плацдарм. Північніше цього району з'єднання танкової групи форсували Березину й продовжили наступ у напрямку верхньої течії Дніпра.
Оборонна операція в Західній Україні. 1-ша танкова група ввірвалася в Шепетівку. 5-та армія Південно-Західного фронту відійшла на лінію Новоград-Волинського укріпленого району «лінії Сталіна».

## 5 липня1941 року. 14-й день війни
Прибалтійська операція (1941). В районі Острова радянські війська контратакували противника й вибили німецькі війська з міста.
Білостоцько-Мінська битва. 3-тя танкова група крім Дрісси форсувала Західну Двіну вище Полоцька в районі Улла й закріпилася на північному березі річки. 2-га танкова група утримувала плацдарм в районі Рогачова й повільно просувалася, ведучи запеклі бої між Березиною і Дніпром.
Оборонна операція в Західній Україні. 1-ша танкова група відновила наступ з рубежу західніше Новоград-Волинського, Шепетівки. 11-та танкова дивізія з ходу подолала незайнятий військами кордон укріплених районів на східному березі річки Случ.
Прикордонні битви в Молдові. 5 липня противник зайняв Чернівці.
Румунські війська форсували Прут на північний схід від Хуші й розвивали наступ на Кишинів.

## 6 липня1941 року. 15-й день війни
Президія Верховної Ради СРСР прийняла указ «Про відповідальність за поширення у воєнний час брехливих чуток, що викликають тривогу серед населення».
Прибалтійська операція (1941). 4-та танкова група знову захопила Острів. Німецька 16-та армія прикривала правий фланг 4-ї танкової групи, а 18-та армія заходила лівим крилом на північ з метою заняття Естонії.
Вітебська битва. Розпочалося Вітебська битва, що проходила з 6 липня по 16 липня. 7-й і 5-й механізовані корпуси 20-ї армії П. А. Курочкіна Західного фронту завдали контрудару з району північніше та західніше Орші у фланг військам 3-ї танкової групи, просунулися на 50—60 км і вийшли в район північніше і південніше Сєнно.
Білостоцько-Мінська битва. 2-га танкова група веде на правому фланзі запеклі бої у Рогачова, одночасно відбиваючи контратаки від Гомеля. На лівому фланзі 2-ї танкової групи тривають бої між Березиною та Дніпром. Центр 2-ї танкової групи вийшов до Дніпра.
Оборонна операція в Західній Україні. 1-ша танкова група передовими частинами подолала не зайнятий радянськими військами Новоград-Волинський укріпрайон і почала наступ на Київ.
Завершилася Оборонна операція в Західній Україні, що проходила з 22 червня по 6 липня 1941 р. Війська Південно-Західного фронту завдали противнику великі втрати та уповільнили просування його угруповання на київському напрямку. Тривалість операції — 15 діб. Ширина фронту бойових дій 600—700 км. Глибина відходу радянських військ — 300—350 км. Чисельність військ до початку операції — 864600 чоловік. Безповоротні втрати — 172323 (19,9 %). Санітарні — 69271. Всього — 241594. Середньодобові — 16106.
Прикордонні битви в Молдові. 18-та армія Смірнова Південного фронту почала відхід на східний берег Дністра в укріплені райони. В районі Копачені 2-й кавалерійський корпус П. А. Бєлова 9-ї армії завдав удар з півдня у фланг німецького 54-го армійського корпусу армії Е. фон Шоберта.
Гальдер. Втрати німецької армії на 3 липня становлять близько 54000 осіб (2,15 %). Убито 11822 осіб. Поранено — 38809. Зникло безвісти — 3961. Середньодобові втрати — 4500.

## 7 липня1941 року. 16-й день війни
Оборона Заполяр'я. 14-та армія Північного фронту зупинили просування противника на напрямі Мурманська та закріпилися на рубежі річки Велика Ліца, хребет Мустая-Тунтурі. На узбережжі губи Великої Західної Ліци висаджено другий морський десант, що протримався на зайнятому плацдармі до евакуації кораблями 9 липня.
Прибалтійська операція (1941). 4-та танкова група прорвалась через бойові порядки 41-го стрілецького корпусу І. С. Кособуцького й наступає на Псков (див. Оборона Пскова (1941)).
Вітебська битва. На правому фланзі, на р. Чорногостніца, 3-тя танкова армія (Німеччина) 3-тя танкова група відбивала атаки 5-го та 7-го мехкорпусів.
На лівому фланзі 3-тя танкова група спільно з частиною сил 16-ї армії групи армій «Північ» відновила наступ у смузі радянської 22-ї армії Єршакова Західного фронту прорвали оборону радянських військ. 3-тя танкова група досягла рубежу Лепель, Улла, Полоцьк і захопила невеликий плацдарм на східному березі Західної Двіни в районі Алкадієни.
2-га танкова група веде запеклі бої з прориву оборони радянських військ у районі Дніпра перед Оршею.
Битва за Київ (1941). Почалася Київська стратегічна оборонна операція військ Південно-Західного фронту М. П. Кирпоноса проти головних сил групи армій «Південь», що проходила з 7 липня до 26 вересня. В рамках даної операції проведені: Коростенська фронтова оборонна операція, оборонна операція на підступах до Києва, Уманська та Київсько-Прилуцька фронтові оборонні операції (див. карту — Київська оборонна операція 7 липня — 26 вересня 1941 р. [Архівовано 5 листопада 2013 у Wayback Machine.]).
1-ша танкова група на південному фланзі глибоко вклинилася в оборонну смугу радянських військ на захід від Житомира, на північному фланзі — продовжує бої з прориву укріпленого району.
Прикордонні битви в Молдові. Німецька 11-та армія форсувала Дністер у районі Могилів-Подільського та зайняла місто. Війська правого крила Південного фронту відходять з кільця, що утворюється в результаті наступу німецьких 11-ї і 17-ї армій на рубіж Могилів-Подільський — Бєльці — річка Прут.
7 липня. В Югославії розпочалось повстання проти нацистів.

## 8 липня1941 року. 17-й день війни
Прибалтійська операція (1941). 4-та танкова група вийшла до річки Велика та зайняла західну частину Пскова. Війська Північно-Західного фронту перейшли до оборони на рубежі Псковського укріпрайону — річка Велика — річка Череха.

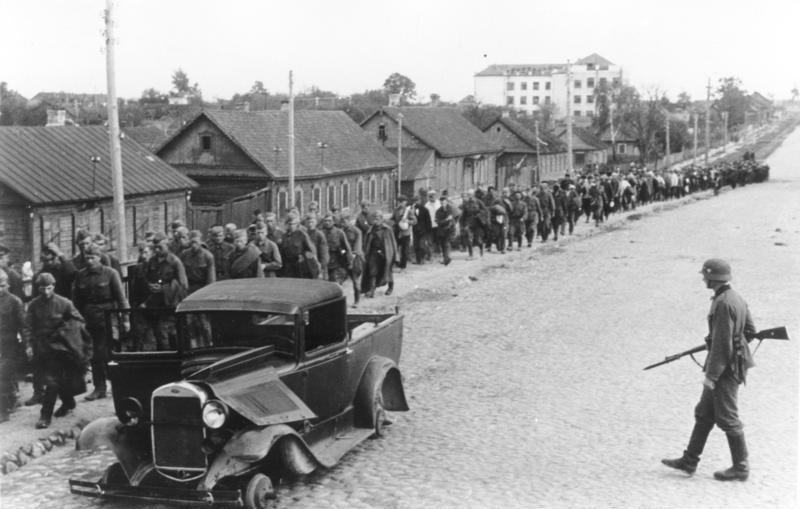
Колона полонених червоноармійців. Мінськ, 1941

Білостоцько-Мінська битва. Група армій «Центр» закінчила ліквідацію радянських військ, оточених в районі Білостока та Мінська.
Вітебська битва. 3-тя танкова група захопила Сєнно, форсувала Західну Двіну й підійшла до Вітебська. Залишки 5-го мехкорпусу відійшли в район Орші. Північний фланг 2-ї танкової групи відбиває контратаки радянських військ з району Орші.
Битва за Київ (1941). 1-ша танкова група захопила Бердичів.
Прикордонні битви в Молдові. В районі Кишинева 48-й стрілецький, 2-й механізований та 2-й кавалерійський корпуси 9-ї армії контратакували противника.

## 9 липня1941 року. 18-й день війни
Прибалтійська операція (1941). 41-й моторизований корпус 4-ї танкової групи обійшов Псков зі сходу і почав розвивати наступ на Лугу. 9 липня війська Північно-Західного фронту залишили Псков.
Завершилася Балтійська стратегічна оборонна операція, що проходила з 22 червня по 9 липня 1941 р. Війська Північно-Західного фронту знизили темпи просування групи армій «Північ», нанесли втрати його ударного угруповання й з важкими боями відійшли в глиб території СРСР. Тривалість операції — 18 діб. Ширина фронту бойових дій 350—450 км. Глибина відходу радянських військ — 400—450 км. Чисельність військ до початку операції — 498000 чоловік. Безповоротні втрати — 75202 (15,1 %). Санітарні — 13284. Всього — 88486. Середньодобові — 4916.
Білостоцько-Мінська битва. 3-тя танкова група підійшла до рубежу річок Західна Двіна та Дніпро на фронті від Полоцька до Жлобина, прорвала оборону в стику 20-ї та 22-ї армії Західного фронту, опанувала Вітебськом і захопила плацдарм на північному березі р. Західна Двіна біля Десни.
Завершилася Білоруська стратегічна оборонна операція, що проходила з 22 червня по 9 липня 1941 р. Війська Західного фронту завдали шкоди групі армій «Центр» і сповільнили темпи її наступу на Смоленськ і Москву. Тривалість операції — 18 діб. Ширина фронту бойових дій 450—800 км. Глибина відходу радянських військ — 450—600 км. Чисельність військ до початку операції — 627300 чоловік. Безповоротні втрати — 341073 (54,4 %). Санітарні — 76717. Всього — 417790. Середньодобові — 23210.
Битва за Київ (1941). 1-ша танкова група під кінець 9 липня зайняла Житомир і кинулася до Києва вздовж житомирського шосе. В результаті глибокого прориву німецьких військ на київському напрямку і наступ німецько-румунських військ, що тривав на могилів-подільському напрямку виникла реальна загроза оточення головних сил Південно-Західного фронту.
9 липня 15, 4-й і 16-й механізовані корпуси Південно-Західного фронту завдали контрудар на Бердичів. З півночі в районі Житомира продовжувала свої контратаки 5-та армія.

## 10 липня1941 року. 19-й день війни
10 липня. ДКО прийняв постанову про організацію головних командувань військ Північно-Західного, Західного і Південно-Західного напрямків.
10 липня. Ставка ГК перетворена в Ставку Верховного Головнокомандування.
Оборона Заполяр'я. 10 липня північніше Ладозького озера війська фінської Карельської армії розгорнули наступ на Петрозаводськ та Олонець. 7-ма армія Ф. Д. Гореленко Північного фронту, що тут оборонялася, не змогла відбити наступ противника й почала повільно відходити на схід і південний схід. Почалася оборона Карелії 1941—1944 років військами Північного фронту, Північного та Балтійського флотів, Біломорської, Онезької та Ладозької військової флотилій.
Ленінградська оборонна операція. Почалася Ленінградська оборонна операція військ Північно-Західного фронту П. П. Собеннікова та Північного фронту М. М. Попова, яка тривала з 10 липня по 30 вересня 1941 р. У рамках цієї операції проведені: Талліннська, Кінгісеппсько-Лужська фронтові оборонні операції, контрудар по угрупованню противника в районах Сольці, Порхов, Новоржев, контрудари по угрупованням противника в районах Стара Русса та Холм, Дем'янська фронтова оборонна операція (див. карту — Ленінградська оборонна операція. 10 липня — 30 вересня 1941 [Архівовано 18 квітня 2012 у Wayback Machine.]).
З рубежу річки Велика 4-та танкова група перейшла в наступ на Ленінград. Прорвавши фронт оборони радянських військ, противник наступав уздовж шосе Псков, Луга й з району Порхова в загальному напрямку на Новгород.
До 10 липня Лужська оперативна група К. П. Пядишева повністю зайняла східну ділянку Лужської оборонної смуги по річці Мшага та частково центральну ділянку в районі міста Луги.
Смоленська битва (1941). 10 липня 2-га та 3-тя танкові групи 4-ї німецької танкової армії перейшли в наступ з району Вітебська в бік Духовщини й з району південніше Орші в загальному напрямку на Єльню. Одночасно лівофлангові з'єднання 3-ї танкової групи розгорнули наступ з плацдармів на Західній Двіні на Великолукському напрямку, а правофлангові з'єднання 2-ї танкової групи — з району південніше Могильова в сторону Рославля.
Розпочалося Смоленська битва, що продовжувалося з 10 липня по 10 вересня 1941. В рамках цієї битви проведені: Смоленська, Гомельсько-Трубчевська фронтові оборонні, Рогачевсько-Жлобінська, Смоленська, Єльнінська та Рославль-Новозибківська фронтові наступальні операції (див. карту — jpg Смоленська оборонна операція. 10 липня — 10 вересня 1941).
Битва за Київ (1941). 10 липня 31-й стрілецький, 9, 19 і 22-й механізовані корпуси 5-ї армії Південно-Західного фронту знову завдали контрудару з боку Коростенського укріпленого району під фланг 1-ї танкової групи та перехопили шосе Новоград-Волинський — Житомир, ускладнивши постачання передових підрозділів 3-го моторизованого корпусу противника.
10 липня радянські 15-й і 16-й механізовані корпуси завдали ударів південніше Бердичева по військах 11-ї танкової дивізії і вийшли в район Холодків північно-західніше міста.

## 11 липня1941 року. 20-й день війни
Смоленська битва (1941). 3-тя танкова група прорвала оборону на стику 22-ї та 20-ї армій Західного фронту та оволоділа містом Вітебськ. 2-га танкова група форсувала Дніпро на північ і на південь від Могильова.
Битва за Київ (1941). 1-ша танкова група вийшла до річки Ірпінь, де була зупинена впертою обороною на рубежі Київського УР. Війська Південно-Західного фронту виявилися розчленованими на дві частини: північну, що включала 5-ту армію, яка зайняла Коростенський УР, і південну — основні сили фронту в складі 6, 26 та 12-ї армії, які вийшли на Новоград-Волинський і Лотічевський УР.

## 12 липня1941 року. 21-й день війни
12 липня. У Москві підписано угоду «Про спільні дії урядів СРСР і Великої Британії у війні проти Німеччини».
Ленінградська оборонна операція. 41-й моторизований корпус 4-ї німецької танкової групи, що прорвався уздовж Ленінградського шосе до Луги, був зупинений організованим артилерійським і протитанковим вогнем Лужської оперативної групи.
Смоленська битва (1941). 22-га, 19-та та 20-та армії Західного фронту перейшли в наступ із завданням звільнити Вітебськ.
В районі Вітебська 3-тя танкова група відбиває контратаки радянських військ з півночі та сходу. Одночасно 19-та танкова дивізія Кнобельсдорфа та 14-та моторизована Фюрста, діючи з плацдарму в районі Алкадієни, зламали радянську оборону на північ від Полоцька та кинулися на Невель, виходячи в тили 22-ї армії Єршакова. 22-га армія змушена була залишити Полоцький укріпрайон і відходити на північний схід.
2-га танкова група розгорнула наступ на Смоленськ і Кричев, охоплюючи фланги 13-ї армії, що обороняла рубіж Дніпра в районі Могильова. Незабаром Могилевське угруповання радянських військ було відрізане від головних сил армії.
Битва за Київ (1941). В районі Бердичева 1-ша танкова група відбиває контратаки радянських військ з південного сходу, півдня і південного заходу. Німецька 14-та і 13-та танкові дивізії наступають в напрямку Білої Церкви, обходячи Київ з півдня.
Прикордонні битви в Молдові. Війська Південного фронту відходять за Дністер.

## 13 липня1941 року. 22-й день війни
Смоленська битва (1941). Наступаюча на Смоленськ з північного заходу 3-тя танкова група досягла Демидова, Велижа, а південніше Вітебська пробилася на Смоленське шосе й взяла Рудню.
21-ша армія Ф. І. Кузнєцова Західного фронту перейшла в наступ із завданням, опанувавши Биховом і Бобруйськом, вийти в тил противнику на Могилевсько-Смоленському напрямку. Шістдесят третій стрілецький корпус Петровського форсував Дніпро й вийшов на західні окраїни Рогачова та Жлобина, відкинувши німців на 20—30 км. Південніше 232-га дивізія 66-го корпусу просунулася на 80 км і захопила переправи на річках Березина і Птич.
Київська операція (1941). Німецькі 6-та армія та 1-ша танкова група відбивали атаки радянських військ в районі Бердичева. Тринадцята танкова та 14-та танкова дивізії 1-ї танкової групи досягли районів західніше та південніше Києва.
Гальдер. Втрати німецької армії на 13 липня складають приблизно 92120 чоловік (3,68 %). Середньодобові втрати — 4187.

## 14 липня1941 року. 23-й день війни
Оборона Заполяр'я. На узбережжі губи Велика Західна Ліца кораблями Північного флоту висаджено морський десант.
Ленінградська оборонна операція. 41-й мотокорпус 4-ї танкової групи вийшов до річки Луга за 20—35 кілометрів на схід від міста Кінгісеппа, захопив переправи біля Іванівського та Великого Сабська. 56-й мотокорпус наступав на Новгород і вийшов передовими частинами в район на захід від Шимська. 11-та армія завдала двостороннього контрудару з районів Уторгош і Дно на Ситна — Сольці й оточила противника.
Смоленська битва (1941). 2-га танкова група підійшла до Смоленська з півдня.
21-ша армія Західного фронту вийшла в район 25—40 кілометрів південніше та південно-західніше від міста Бобруйська.
Резервний фронт. В тилу Західного фронта був розгорнутий Третій Стратегічний ешелон, зведений у фронт Резервних армій І. О. Богданова. Новий фронт отримав завдання до кінця 14 липня зайняти оборону на рубежі Стара Русса, Осташков, Білий, Істомін, Єльня, Брянськ.
Битва за Київ (1941). Механізовані частини 5-ї армії Південно-Західного фронту перерізали шосе між містами Житомир і Новоград-Волинський.

## 15 липня1941 року. 24-й день війни
Оборона Заполяр'я. 15 липня війська Північного фронту зупинили наступ німецьких і фінських військ на Мурманському напрямку.
Смоленська битва (1941). Противник вийшов в район на північ від Ярцево, зайнявши Демидов і захопив південну частину Смоленська.
Київська операція (1941). Відбивши контрудар радянських військ у районі Бердичева 1-ша танкова група почала наступ від Бердичева й Житомира в напрямку Білої Церкви.
Ставка Верховного Головнокомандування. Директива Ставки ГК за досвідом війни від 15 липня 1941 р.:
«Досвід війни показав, що наші механізовані корпуси, як занадто громіздкі з'єднання, малорухливі, неповороткі й не пристосовані для маневрування, не кажучи вже про те, що вони є дуже легкою вразливою ціллю для ворожої авіації. Ставка вважає, що при першій нагоді в обстановці військових операцій слід розформувати мехкорпуси, виділити з них танкові дивізії як окремі одиниці з підпорядкуванням їх командуванню армії, а мотодивізії перетворити на звичайні стрілецькі дивізії…»

## 16 липня1941 року. 25-й день війни
Президія Верховної Ради СРСР прийняла Указ «Про реорганізацію органів політичної пропаганди та введення інституту військових комісарів у РСЧА».
16 липня. ДКО ухвалив рішення про будівництво Можайської лінії оборони та Постанову № 169 від 16 липня 1941 про арешт і віддання під суд військового трибуналу колишнього командувача Західним фронтом генерала армії Павлова.
Смоленська битва (1941). 57-й мотокорпус 3-ї танкової групи захопив Невель. 22-га армія виявилася в напівоточенні та залишила Полоцьк. 39-й мотокорпус зайняв Ярцево, перерізавши автомагістраль Москва — Мінськ.
2-га танкова група ввірвалася в Смоленськ.
Битва за Київ (1941). 16 липня 5-та армія завдала ще одного удару у фланг ворожого угруповання з районів Малина та Бородянки. 1-ша танкова група зайняла Білу Церкву.
Почалася Уманська операція військ лівого крила Південно-Західного та правого крила Південного фронтів, що проходила з 16 липня по 7 серпня 1941.
Прикордонні битви в Молдові. 16 липня радянські війська залишили Кишинів.
Гальдер. Втрати німецької армії на 16 липня становлять близько 102588 чоловік. Середньодобові втрати — 4104.

## 17 липня1941 року. 26-й день війни
Смоленська битва (1941). Оперативна група військ під командуванням К. К. Рокоссовського зупинила 7-му танкову дивізію противника під Ярцево. Місто неодноразово переходило з рук в руки.
Битва за Київ (1941). 1-ша танкова група, прорвавшись у район західніше Білої Церкви, створила загрозу виходу в тил 6-м та 12-м арміям Південно-Західного фронту. 17-та німецька армія прорвалася в стику Південно-Західного та Південного фронтів на жмеринському напрямку. 11-та армія противника, що форсувала Дністер в районі Могилів-Подільського, загрожувала лівому флангу 18-ї армії.

## 18 липня1941 року. 27-й день війни
18 липня. ЦК ВКП(б) прийняв постанову «Про організацію боротьби в тилу німецьких військ».
РНК СРСР прийняв постанову: «Про введення карток на деякі продовольчі та промислові товари в містах Москва, Ленінград та в окремих містах і передмістях Московської та Ленінградської областей», «Про здавання державі сушених овочів і сушеної картоплі колгоспами, колгоспними дворами і одноосібними господарствами по обов'язкових поставках».
У Лондоні підписано угоду «Про спільні дії у війні проти нацистської Німеччини» між урядом СРСР і емігрантським урядом Чехословацької Республіки.
Й. В. Сталін направив У. Черчіллю послання з пропозицією про створення другого фронту проти нацистської Німеччини на півночі Франції й на півночі Норвегії в 1941 році.
Ленінградська оборонна операція. Кільце оточення навколо 56-го мотокорпусу 4-ї танкової групи було прорвано дивізією СС «Мертва голова». У результаті контрудару 11-ї армії в районі Сольці противник був відкинутий на 40 км. Фронт відновлений на рубежі Дно.
Смоленська битва (1941). Війська Групи армій «Центр» проводять перегрупування з метою створення суцільного фронту в північно-східному та південно-східному напрямках.
Ставка ВГК сформувала фронт Можайської лінії оборони в складі 32-ї, 33-ї та 34-ї армій. Командування фронтом було покладено на командувача Московським військовим округом П. А. Артем'єва.
Київська операція (1941). 1-ша танкова група веде бої в районі Бердичева та Білої Церкви.

## 19 липня1941 року. 28-й день війни
19 липня. Й. В. Сталін призначений наркомом оборони СРСР.
Гітлер видав директиву № 33, в якій пропонувалося передати 3-тю танкову групу в розпорядження Групи армій «Північ», а 2-гу танкову групу — Групи армій «Південь». Наступ на Москву наказувалося продовжувати силами піхотних з'єднань групи армій «Центр».
Ленінградська оборонна операція. Група армій «Північ» припинила наступ на Ленінград до підходу до Лузького рубежу 18-ї армії та приведення в порядок частин 4-ї танкової групи.
Смоленська битва (1941). Німецька 10-та танкова дивізія просунулася на південний схід від Смоленська та зайняла Єльню.
19-та армія звільнила місто Ярцево. Це перше місто, відбите у німецьких військ.
Битва за Київ (1941). 26-та армія Південно-Західного фронту завдала удару в фланг 1-й танковій групі.
Прикордонні битви в Молдові. 9-та та Приморська армії з 19 липня почали відхід за Дністер.
Кораблі Дунайської військової флотилії евакуювали війська з плацдармів на румунській території, захоплених 24—25 червня Дунайськими десантами, й перебазувалися в Одесу.

## 20 липня1941 року. 29-й день війни
Смоленська битва (1941). Частини 22-ї армії Західного фронту прорвали кільце оточення в районі Невеля. 3-тя танкова група зайняла Великі Луки.
Ставка ВГК видала директиву про введення в бій на Західному напрямку ешелону резервних армій. 29-та, 30-та, 24-та, 28-ма армії зосереджені на лінії Осташков — Брянськ.
Битва за Київ (1941). 1-ша танкова група відбиває атаки 26-ї армії Південно-Західного фронту на рубежі Фастів, Біла Церква, Тараща.
20 липня. Закінчилася оборона Брестської фортеці.

## 21 липня1941 року. 30-й день війни
21 липня. У відповідь на послання Й. В. Сталіна від 18 липня У. Черчілль повідомив про неможливість відкриття другого фронту проти Німеччини на півночі Франції та на півночі Норвегії в 1941 році.
21 липня було відбитий перший наліт німецької авіації на Москву.
Смоленська битва (1941). Війська Західного фронту в результаті контрудару звільнили місто Великі Луки й відкинули з'єднання 3-ї танкової групи на південний захід.
Ставка ВГК ухвалила рішення про завдавання ударів 5 армійськими оперативними групами, створеними на базі 29, 30, 24 і 28-ї армій фронту резервних армій, з районів Білого, Ярцева й Рославля в одному напрямку на Смоленськ з метою знищення смоленського угруповання противника.
Битва за Київ (1941). Механізовані з'єднання Південно-Західного фронту, перегруповані з південного фронту в район Умані, завдали контрудару по військах противника й відкинули їх на 40 кілометрів на північ.
Прикордонні битви в Молдові. Радянські війська залишили Бельці.

## 22 липня1941 року. 31-й день війни
22 липня. Рішенням Військової колегії Верховного суду СРСР за поразку військ Західного фронту в початковому періоді війни засуджені до розстрілу: командувач Західним фронтом Д. Г. Павлов, начальник штабу В. Ю. Климовський, начальник зв'язку А. Т. Григор'єв, командувач 4-й армії О. А. Коробков.
Смоленська битва (1941). На Бобруйському напрямку 21-ша армія Західного фронту відійшла до Дніпра на ділянці від Рогачова до Жлобина.
Битва за Київ (1941). 26-та армія Південно-Західного фронту залишила Фастів.

## 23 липня1941 року. 32-й день війни
Смоленська битва (1941). Відповідно до вказівок Ставки війська Західного фронту з району Рославля перейшли в наступ на Смоленськ.
Київська операція (1941). Радянські війська атакують з усіх боків наступаючу на Умань 1-шу танкову групу. Німецькі війська ведуть наступ проти 26-ї армії Південно-Західного фронту.

## 24 липня1941 року. 33-й день війни
Оборона Заполяр'я. Кораблями Ладозької флотилії висаджено десант на острови Лункулансарі біля північно-східного узбережжя Ладозького озера, в тилу наступаючих фінських військ. На наступний день залишки десанту евакуйовані.
Ленінградська оборонна операція. Група армій «Північ» продовжує проводити перегрупування сил для подальшого наступу.
Смоленська битва (1941). Війська Західного фронту зупинили наступ групи армій «Центр» на Великолукському напрямку й під Єльнею. Група армій «Центр» підтягує польові армії.
Ставка Верховного Командування виділила зі складу Західного фронту 13-ту і 21-шу армії і 24 липня створила з них Центральний фронт Ф. І. Кузнецова.
Битва за Київ (1941). Радянські війська відійшли на Коростенський УР і на схід його — на рубіж Малин, Бородянка.

## 25 липня1941 року. 34-й день війни
Смоленська битва (1941). 25 липня війська Західного фронту перейшли в наступ з району південніше міста Білий в загальному напрямку на Смоленськ.
Битва за Київ (1941). Охоплені противником із заходу, півночі і сходу 6-та та 12-та армії відходили до правого флангу Південного фронту й 25 липня за рішенням Ставки вони були підпорядковані Південному фронту.

## 26 липня1941 року. 35-й день війни
Оборона Заполяр'я. Кораблями Ладозької військової флотилії висаджено новий десант на острів Мансінсаарі, в тому ж районі, де був висаджений десант 24 липня. Ця висадка також закінчилася невдачею, залишки десанту евакуйовані.
Смоленська битва (1941). 26 липня з району південніше міста Ярцево війська Західного фронту перейшли в наступ в напрямку на Смоленськ.
26 липня радянські війська залишили Могильов.

## 27 липня1941 року. 36-й день війни
Смоленська битва (1941). 22-га армія Західного фронту закріпилися на рубежі верхньої течії річки Ловать, Великі Луки, озеро Двіні та утримувала цей рубіж до кінця серпня.
16-та армія, що наступала на Смоленськ з півночі, захопила вокзал і вела бої в північній частині міста. 27 липня 3-тя танкова група завдала удар в тил 16-ї і 20-ї армій і оточила їх в районі північніше і західніше міста.

## 28 липня1941 року. 37-й день війни
Смоленська битва (1941). за 40 кілометрів на схід від Смоленська 3-тя танкова група перерізала дорогу на Дорогобуж. 16-та та 20-та армії Західного фронту почали бої в оточенні.
Битва за Київ (1941). 28 липня 6-та та 12-та армії Південного фронту відходять на схід.

## 29 липня1941 року. 38-й день війни
29 липня. У Москві відбулися переговори особистого представника президента США Г. Гопкінса з Й. В. Сталіним та іншими керівниками Радянського уряду та Збройних Сил СРСР з питань військових поставок США в СРСР.

## 30 липня1941 року. 39-й день війни
30 липня. В Лондоні підписано угоду між Радянським урядом і польським емігрантським урядом. Уряд СРСР погодився на створення на радянській території польської армії під командуванням, призначеним польським урядом за згодою Радянського уряду. На території СРСР ця армія повинна була діяти в оперативному відношенні під керівництвом Верховного командування, до складу якого входив і представник польської армії.
Оборона Заполяр'я. Війська 7-ї армії Північного фронту зупинили наступ фінської Карельської армії на рубежі Порос-озеро (70 кілометрів на північний схід від Суоярві), річка Тулокса (25 кілометрів на північний захід від міста Олонець).
Смоленська битва (1941). Ставка ВК утворило на базі Фронту резервних армій і Фронту Можайський лінії оборони Резервний фронт Г. К. Жукова.
30 липня німецьким командуванням була віддана директива № 34, в якій групі армій «Центр» наказувалося припинити наступ на Москву й перейти до оборони
Битва за Київ (1941). 1-ша танкова група перейшла в наступ через Шполу на південь.

## 31 липня1941 року. 40-й день війни
Битва за Київ (1941). 5-та армія Південно-Західного фронту покинула південно-західний і південний сектор Коростенського укріпрайону. 6-та й 12-та армії залишили місто Умань. 1-ша танкова група зайняла Шполу.

## Перелік карт
1. Загальний хід військових дій в першому періоді війни. Червень 1941 — листопад 1942 [Архівовано 14 лютого 2014 у Wayback Machine.]
2. Бойові дії на північно-західному, західному та південно-західному напрямках. 22 липня — 9 липня 1941 [Архівовано 30 вересня 2018 у Wayback Machine.]
3. Бойові дії на західному фронті. 22 липня — 11 липня 1941
4. Київська оборонна операція 7 липня — 26 вересня 1941 [Архівовано 5 листопада 2013 у Wayback Machine.]
5. Ленінградська оборонна операція. 10 липня — 30 вересня 1941 [Архівовано 4 березня 2016 у Wayback Machine.]
6. Смоленська оборонна операція. 10 липня — 10 вересня 1941 [Архівовано 16 грудня 2013 у Wayback Machine.]